# بیابان و نیمه‌بیابان نوبی–سندی جنوب ایران
ناحیه بیابانی و نیمه‌بیابانی نوبی–سندی جنوب ایران یک ناحیه بوم‌شناختی (شناسه WWF: PA1328) است که دشت‌های ساحلی شمال خلیج فارس و تپه‌های بیابانی داخلی ایران در جنوب کوه‌های زاگرس را در بر می‌گیرد.
گستره این ناحیه به جنوب‌شرقی عراق و به سمت شرق تا جنوب‌غربی پاکستان نیز می‌رسد. این ناحیه بوم‌شناختی شامل بیابان‌های ماسه‌ای گرم، بوته‌زارها و خارستان‌های وسیع داخلی است. جنگل‌های حرا و باتلاق‌ها نیز در امتداد خط ساحلی یافت می‌شود.
ناحیه بیابانی و نیمه‌بیابانی جنوب ایران بخشی از مرکز بوم‌زادی محلی نوبی–سندی (Nubo–Sindian) است. پهنه نوبی–سندی شامل یک نوار ساحلی است که در دو سمت دریای سرخ در کشورهای سودان (بیابان نوبی)، مصر، صحرای سینا، بخش جنوبی اسرائیل، اردن و عربستان کشیده شده و پس از دربر گرفتن بخش‌های شمالی یمن و عمان، در طول خلیج فارس تا کویت و بخش جنوبی عراق گسترش می‌یابد و آن‌گاه جنوب ایران، جنوب‌غربی افغانستان قسمت بیشتر تا بیابان سند و سرانجام بیابان هند را شامل می‌شود؛ بنابراین تمام نوار وسیع ساحلی جنوب ایران در این پهنه قرار دارد.

## موقعیت
ناحیه بوم‌شناختی بیابانی و نیمه‌بیابانی جنوب ایران به طول ۱٬۶۰۰ کیلومتر در طول ساحل شمالی خلیج فارس از آبادان تا مصب رود هنگول در ۱۵۰ کیلومتری غرب کراچی در پاکستان کشیده شده است. این ناحیه در بیشتر طول خود تا حدود ۱۲۰ کیلومتر به داخل ایران گسترش می‌یابد ولی عرض آن در شرق تنگه هرمز به شکل قابل ملاحظه‌ای افزایش می‌یابد و با ورود به پاکستان با رشته‌کوه ساحلی مکران منطبق می‌شود. ارتفاع این ناحیه از سطح دریا از ۰ (سطح دریای آزاد) تا ۳٬۲۸۳ متر و میانگین ارتفاع آن ۵۵۹ متر است.

## اقلیم
بر پایه سامانه طبقه‌بندی اقلیمی کوپن، آب‌وهوای این ناحیه بوم‌شناختی از نوع اقلیم بیابانی گرم (BWk) است. هوای پایدار و فشار بالای هوا از ویژگی‌های این اقلیم است که باعث تشکیل بیابان‌های گرم و خشک شده است. میانگین دمای ماه‌های گرم معمولاً به ۲۹–۳۵ درجه سلسیوس (۸۴–۹۵ درجه فارنهایت) می‌رسد.

## گیاگان

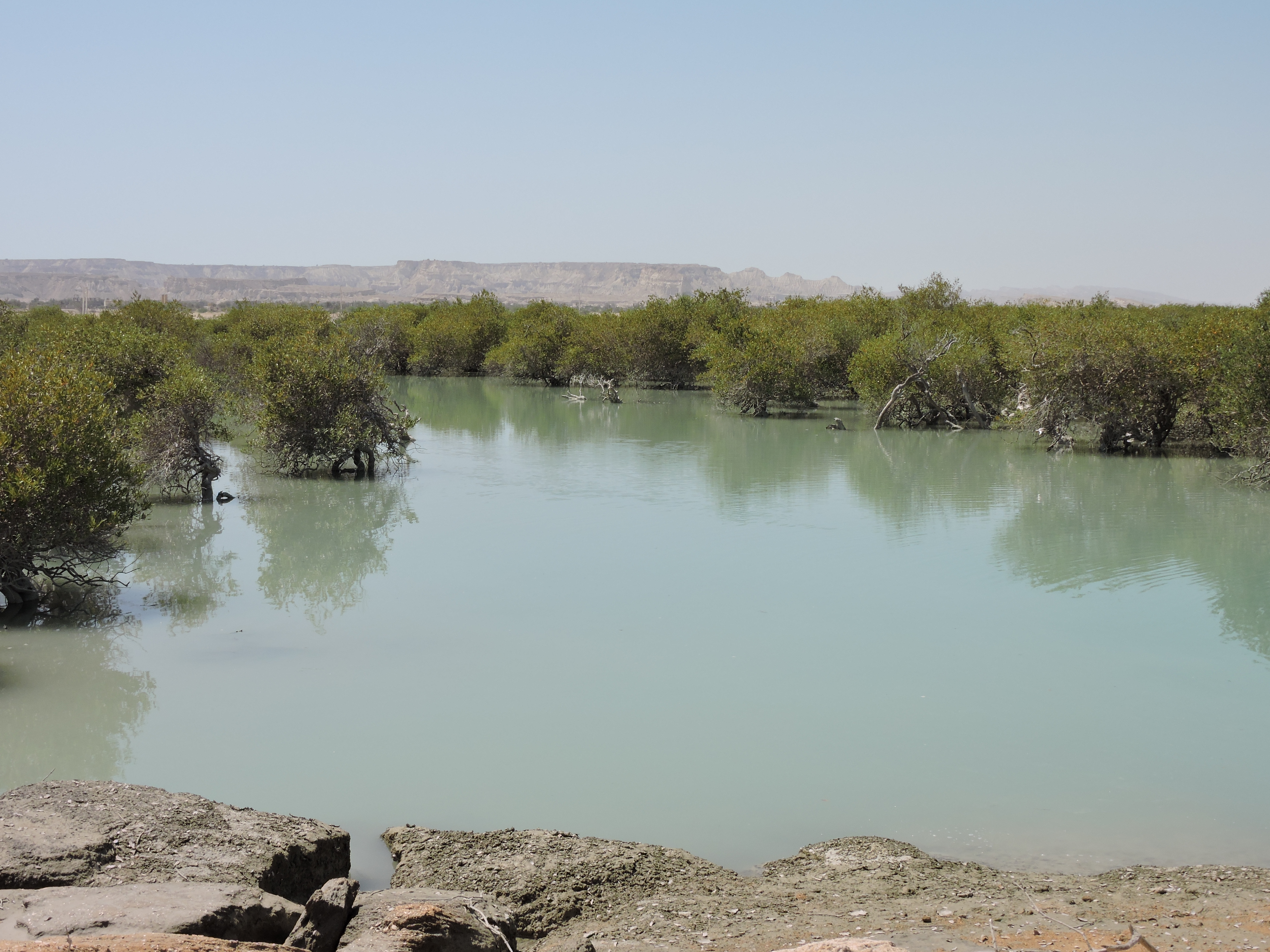
ذخیره‌گاه زیست‌کره حرا در جزیره قشم

بیشتر مساحت این بوم‌ناحیه را (تا ۹۰٪) بیابان‌های ماسه‌ای با پوشش گیاهی تنک و درخنچه‌زارهای خشک دربر گرفته است. حدود ۸٪ از مساحت بوم‌ناحیه نیز دارای پوشش علفی است یا کاربری آن‌ها به کشاورزی تغییر یافته است.
جوامع مختلف گیاهان بیابانی حاره‌ای در این بوم‌ناحیه یافت می‌شوند، از جمله:
- Periploca aphylla – جوامع بادام شیرازی
- Euphorbia larica – جوامع Plocama aucheri
- Euphorbia larica – Convolvulus acanthocladus
- Euphorbia larica – Sphaerocoma hookeri subsp. aucheri
- Convolvulus acanthocladus ,Helianthemum lippii ,Gymnocarpos decander ,Echiochilon persicum ,Convolvulus spinosus، گورگیاه، Dichanthium foveolatum، سه‌سیخکی، نرمه‌چسبک و جوامع Plocama calycoptera
- جوامع سلم – کهور ایرانی

تالاب شادگان در انتهای شمالی خلیج فارس و بر روی دلتای رود کارون قرار دارد. این تالاب بین‌المللی از نوع تالاب‌های شور است که در نقاط دارای زهکشی بهتر غلبه با سرده تزک است و در کفه‌های گِلی آن درختچه گز وجود دارد. به سمت جنوب و در امتداد ساحل، رویشگاه‌های جنگل حرا در دلتاهای رود گز و رود حرا در استان هرمزگان وجود دارد که در این مناطق، نهرهای جزر و مدی، کفه‌های گِلی و باتلاق‌های حرا دیده می‌شود. در دهانه رودها رویشگاه‌های وسیع مانگروی خاکستری (Avicennia marina) وجود دارند که در زبان محلی به نام درخت حرا شناخته می‌شود.
این بوم‌ناحیه با پادشاهی گیاگان جنوب ایران مطابقت دارد که توسط آرمن تاخداجیان تشریح شده است و بخشی از زیرناحیه عمانی-سندی به‌شمار می‌رود. تاخداجیان فکر می‌کرد که این بوم‌ناحیه از نظر گیاگان غنی‌ترین استان این زیرناحیه است. گیاهان بوم‌زاد و نزدیک بوم‌زاد این بوم‌ناحیه شامل گونه‌های سالویا مجدی (syn. Zhumeria majdae) و گونه‌های Diceratella canescens، Diceratella floccosa، Grewia tenax subsp. makranica، Zygophyllum acerosum، Zygophyllum subinerme، Moluccella aucheri، Achillea eriophora، Echinops kotschyi و Iphiona aucheri است. سایر گیاهان بومی با دامنه وسیع‌تر عبارتند از Argyrolobium roseum subsp. roseum، Crotalaria persica، Monsonia nivea، Pycnocycla nodiflora، Salvia mirzayanii و Schweinfurthia papilionacea است.

## زیاگان
پستانداران بومی این بوم‌ناحیه شامل جبیر (Gazella bennettii), آهوی ایرانی (Gazella subgutturosa), African wildcat (Felis lybica), خدنگ خاکستری هندی (Urva edwardsii), گربه جنگلی (Felis chaus), کفتار راه‌راه (Hyaena hyaena), و خفاش بینی‌برگه‌ای ایرانی (Triaenops persicus) است. حشره‌خوار شوش (Crocidura susiana) گونه بوم‌زاد این ناحیه است.
پرندگان این بوم‌ناحیه شامل باقرقره گندمی (Pterocles coronatus)، چکاوک سردم‌سیاه (Ammomanes cinctura zarudnyi) و چلچله بیابانی (Ptyonoprogne obsoleta) است. هوبره آسیایی (Chlamydotis macqueenii) زمستان‌ها را در این بوم‌ناحیه می‌گذراند.
این بوم‌ناحیه برای خزندگان و دوزیستان دارای اهمیت است. از گونه‌های مهم آن می‌توان وزغ بی‌گوش ایرانی، سوسمار زمینی بلوچی، گکوی انگشت‌کوتاه ایرانی، سقنقور خالدار، گکوی سنگی ایرانی و طلحه‌مار را نام برد.
گونه‌های خزندگان و دوزیستان بوم‌زاد این ناحیه شامل گکوی دم‌کوتاه بلنفورد، Mediodactylus sagittifer، کرمک‌مار ایرانی و Bungarus persicus است که گونه‌ای مار سمی از خانواده کفچه‌ماران به‌شمار می‌رود.

## مناطق حفاظت‌شده
بیش از ۷٪ از مساحت این ناحیه تحت حفاظت رسمی قرار دارد. مناطق حفاظت‌شده آن عبارتند از:
- پناهگاه حیات وحش تالاب شادگان، (ایران)
- ذخیره‌گاه زیست‌کره گنو (ایران)
- ذخیره‌گاه زیست‌کره حرا (ایران)
- پارک ملی هنگول (پاکستان)
- منطقه حفاظت‌شده مند (ایران)